# Revenge movie
Il revenge movie (detto anche rape and revenge - in italiano stupro e vendetta) è un sottogenere cinematografico.

## Caratteristiche

Non violentate Jennifer (I Spit on Your Grave) del 1978

Il revenge-rape movie ebbe il suo apice negli Stati Uniti intorno agli anni settanta: da qui arrivò a Hong Kong, dove prolificò tramite i film di arti marziali (36ª camera dello Shaolin, Il clan del Loto Bianco, I distruttori del tempio Shaolin); il tema della vendetta era però già abbondante negli spaghetti western che si diffusero in Italia negli anni sessanta.
Esistono circa 2000 revenge-rape movie, molti appartenenti al filone dei film di serie B e dell'exploitation proprio per la violenza grafica ivi presente e le trame piuttosto scontate; altri sono divenuti dei cult: tra questi figurano titoli come Rolling Thunder, Lady Snowblood, Non violentate Jennifer, Da uomo a uomo (successivo tuttavia a I lunghi giorni della vendetta di Stan Vance) e L'ultima casa a sinistra di Wes Craven.
Visto il successo degli R 'n' R statunitensi, in Italia iniziarono a girarsi tantissimi film del genere durante gli anni settanta: tra i capisaldi, La casa sperduta nel parco di Ruggero Deodato, L'ultimo treno della notte di Aldo Lado e La settima donna di Franco Prosperi. Importante anche l'influenza del film svedese Thriller - en grym film di Alex Fridolinski che codificò definitivamente l'etica e lo sviluppo del genere.
Tipicamente i film revenge-rape possono essere divisi in tre atti:: 
1. Il personaggio è (violentemente) stuprato e poi anche torturato, violentato o lasciato in punto di morte.
2. Il personaggio sopravvive e potrebbe iniziare un processo di riabilitazione fisica o psicologica.
3. Il personaggio ottiene la propria vendetta e/o uccide gli stupratori/violentatori.